# Utal
Utal egykori falu, később puszta Győr vármegyében, Bezi község határában.
1519-ben Poky Mátyás Utal birtokon lévő jobbágytelkét elzálogosítja gróf Cseszneky György enesei birtokosnak.